# Brücken (Brücken-Hackpfüffel)
Brücken – dzielnica gminy Brücken-Hackpfüffel w Niemczech, w kraju związkowym Saksonia-Anhalt, w powiecie Mansfeld-Südharz. Leży nad rzeką Helme.